# آكاتوريت

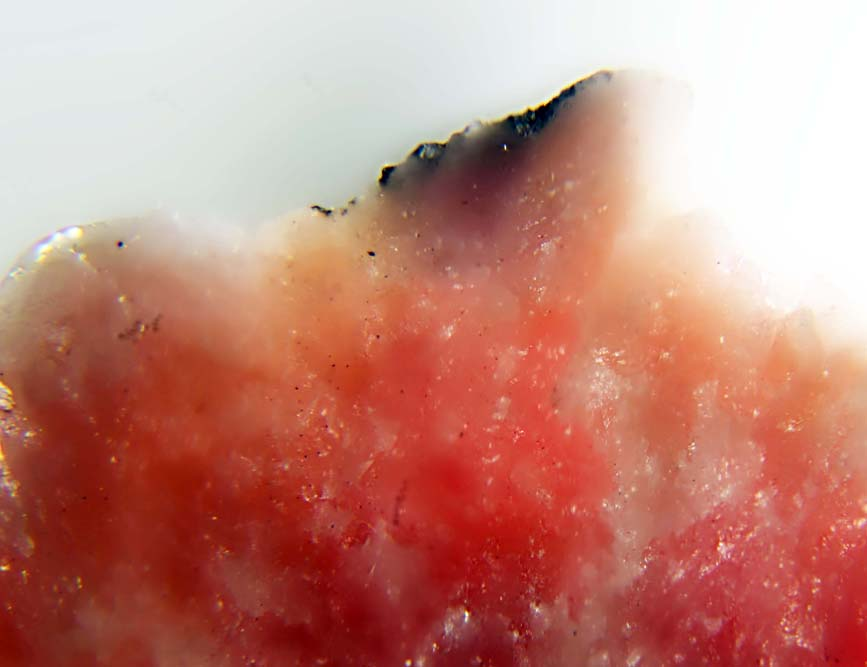

الآكاتورايت ((Mn2+, Fe2+)9Al2[(OH)3|H Si4O13]) (بالإنجليزية : Akatoreite ) عبارة عن معدن يتواجد في نيوزيلندا.

## وصلات خارجية
- Fact sheet from mindat.org
- Fact sheet from webmineral.com